# 怒り
怒り（いかり、英: anger）とは、人間の原初的な感情のひとつで、様々な要因・理由で起きるもの。例えば目的を達成できない時、自分の思い通りにならない時、身体を傷つけられた時、侮辱された時などに起きるものである。憤り（いきどおり）とも言う。特に激しい怒りは憤怒（ふんぬ。忿怒とも）と言われる。用言、動詞的な表現としては「腹を立てる」「立腹」「カッとなる」「頭に来る」とも。また、一部の動物（イヌ、ネコなどの哺乳類、鳥類、その他）も怒りの感情を持つ。

## 原因
怒りは、人間の原初的な感情の一つで、様々な要因・理由で起きるものである。様々な説明の方法があるが、冒頭の説明を別の角度から説明すると例えば、怒りというのは「危険にさらされた」という意識・認識に起因している、と説明できることは多い。「危険にさらされた」というのは、身体的なこと、有形なことがらに限らず、自尊心や名誉などの無形のことがらまで含まれる。
怒りのありがちな原因というのは、人生のステージごと、年齢層ごとに異なった傾向がある。幼児のうちは、怒りのありがちな原因というのは身体的な拘束である。それが子供になってくると、厳格な規則であったり、自分に注目してくれないこと、などということが理由となる。青年期や大人になると、怒りの要因は身体的なことではなく、もっと社会的なものになってくる傾向がある。大人では例えば、権利の剥奪、他人からの不承認、偽り・欺瞞などといったものが怒りの要因となる。
怒りは思い通りにならないとき、期待した反応が得られないとき、理不尽な対応を受けたとき、そして気持ちに余裕がないときに喚起しやすい。また、怒りの感情は出来事のみによって決まるものではなく、本人の受け止め方＝意味づけの仕方やその時の心理状況によって決まるものである。同じような出来事に遭遇しても、それに対する反応の仕方は人それぞれ異なる。出来事が意味を持つのではなく、受け手が出来事に意味を与えている。つまり、怒りという感情を生成しているのは本人の心(本人自身)である。

## 宗教における位置づけ
多くの宗教で、怒りは人間の最もネガティブな感情と捉えられている。憤り、怒ることを憤怒といい、キリスト教では、七つの大罪のひとつとされる。仏教では、怒りは人間を地獄界の精神状態に追いやり、死後最悪の条件に転生すると考える。また、狼、ユニコーン、ドラゴン等が、憤怒を象徴する動物として描かれる事もある。
一方、神は往々にして人間の中の正しくないものに向かって怒る存在であるが、ネガティブな感情であるとは限らない。ギリシア神話やローマ神話等では、怒りによりときに人間を滅ぼす場面も見られる。
仏教では、怒りは煩悩のうち、三毒とされる基本的な3つの貪・瞋・癡（とんじんち）のうち、瞋（しん）である。不動明王や三宝荒神のように、貪瞋癡を許さんという慈悲が極まり、憤怒の相で表れて不浄を厭離し、仏法僧を守護する仏も見られる。磨滅するために怒りをわざと高めて悪しき心を陳伏すること。

## 哲学者らの見解
アリストテレスは次のように述べた。
「然るべきことがらについて、然るべきひとびとに対して、そしてまた然るべき仕方において、然るべきときに、然るべき間だけ怒る人は賞賛される」（アリストテレス『ニコマコス倫理学』）
ベンジャミン・フランクリンは次のように述べた。
「怒りにはいつも理由がある。ただし、正当な理由はめったにない」
セネカは『怒りについて』でストア派の立場から、怒りを抑制するべきものとして論じた。
アルフレッド・アドラーが提唱した「アドラー心理学」において、怒りは捏造できるものだと述べられている。
三木清は、怒りを肯定的にも捉えた。『人生論ノート』に「怒について」という章をもうけてこれを論じている。彼は怒りが否定的に捉えられている現状を認めつつ、以下のようにこれを批判している。彼は怒りが憎しみと混同されていることを問題視する。両者は確かに似たものではあるが、憎しみが極めて個人的な負の感情であるのに対して、怒りは常に突発的なものであり、それだけに純粋な、より深いものであるとする。
一般に、怒りは正常な判断力を麻痺させる、とされることは多い。

## 私憤・公憤
怒り（いきどおり）のうち、自身の個人的な事柄に関するいきどおりを「私憤」と言う。それに対して、社会の悪に対して、自分の利害をこえて感じる憤りを「公憤」と言う。
例えば、ナイロンザイル事件において、家族を失った人が、その原因となったナイロン製のザイル（登山用ロープ）の開発者や製造者に怒りを抱くのはまず私憤である。だが、直接の被害者やその遺族というわけでなくて、自分が直接に被害を受けているわけでなくても、そうした不誠実な開発者や製造者という悪がこの社会に存在していて、人々を苦しめていることに対して怒りを抱くことは公憤である。同事件は後に続く消費者保護の日本における契機ともなった。
最初は被害者だけが憤っていても、やがて多くの人々が公憤に基づいて行動しはじめることはある。この社会には、もっぱら私利私欲や自分の損得勘定ばかりで行動を選ぶ人々もいるが、（幸いなことに）ものごとを自分の損得だけでは判断せず、むしろ、何が正しいか何が間違っているか、という観点に重きを置いて判断し行動している人々もいるからである。また人間には自分と立場の異なる人にも共感する能力があるおかげでもある。
例えば、森永ヒ素ミルク中毒事件では、最初は子供に障害が残ってしまった被害者がやり場のない怒りを抱いていたにとどまっていたが、やがてそうした被害を受けている人々がいることを、被害を受けていない人も知るようになり、彼らは社会でそのような悪が行われていることに対して憤りを感じるようになり、多数の人々が参加する運動となって社会を動かしていった。日本の医療でワクチンが健康被害をもたらしていた事件でも、最初は私憤にとどまってはいたがやがて公憤を感じる人が増え、社会問題として扱われるようになり、医療を変えてゆくことになった。
悪徳なことを行う企業があっても、公憤で行動する人々の人数が増えれば、広く知らせるための運動を行ったり製品の不買運動等を起こすことで企業の行動を是正させたり市場から撤退させることは可能である。また政治や行政に関しても、公憤で動く人が増えれば、選挙での投票先を変えることで、議員を変え、法律を変更させることもできる。また公憤で動く人々が革命を引き起こし悪政を行う権力者らを政権の座から直接的に引きずり下ろす、ということも様々な国で起きている。
なお大島渚は、テレビのニュース番組で「いまの日本人は怒らなすぎる。僕は怒らない日本人に怒っている」と述べたことがある。

## 近年の研究者による研究
アラバマ大学の心理学者、ドルフ・ツィルマンは、詳細な実験を重ねて怒りのしくみを調べたという。ツィルマンは、「危険にさらされた」という意識が怒りを喚起する万人共通の要素であると指摘しているという。「危険にさらされた」という意識には、物理的な危険だけでなく、自尊心や名誉に対する抽象的な脅威も含まれる。「不当な扱いや無礼な扱いを受けた」「侮辱された」「大切な目標達成の邪魔をされた」等々の意識が含まれる。
こうした意識・知覚が大脳辺縁系を刺激すると、脳内で複数の経路で反応が起きる。ひとつは、カテコールアミンが放出される。カテコールアミンが放出されると、いわば「攻撃もしくは逃避の、どちらかの激しい行動が一回可能になるだけの」エネルギーが体内で一時的に急増したような状態になり、身体は情動の脳の判断の指令（攻撃もしくは反対の逃避）に備えるかたちになる。
もうひとつの経路としては、扁桃核から副腎皮質神経系を経由して起こる反応があり、これは全身的な緊張を作り出し、数時間から、ときには数日も継続する。この緊張している状態では情動の脳は普段より敏感で、いわば「一触即発」の状態になっている。他者から見ると、いわゆる「機嫌が悪い」という状態である。
また、あらゆる種類のストレスは副腎皮質に働きかけて精神を緊張させ、人間を怒りっぽくするという。普段はやさしい父親でも、仕事でくたくたに疲れて帰宅したときには子供が騒いだり散らかした程度でも頭に血がのぼってしまう。
ドルフ・ツィルマンは、次のような実験を行った。
まず、実験の助手Aが被験者を悪意に満ちた言葉（憎まれ口）で挑発する。次に被験者を二つのグループに分け、片方には楽しい映画を、もう片方には不快な気分になる映画を見せる。その後被験者に、先ほど憎まれ口をきいた助手に仕返しをするチャンスを与える。助手の採用/不採用を検討する際の参考にするという名目で助手の評価を求める。
すると、仕返しの辛辣度は、被験者が直前に見た映画の内容と明らかな関連を示し、不快な気分になる映画を見せられた被験者のほうが助手に対して怒りの度合いが強く、辛辣な評価となった。
医学領域の研究者の指摘
ハーバード大学医学院によると、怒りは心臓発作、脳卒中、または危険な心臓リズムを引き起こす可能性があるとされる。怒りを和らげるに、一歩下がって深呼吸をして落ち着くように勧めた。怒っている場合、激しいトレーニングは心臓にとって非常に危険である。
なお、怒ると体内でアドレナリンが大量に放出され、ノルアドレナリンも放出されている。交感神経のほうが優位な状態になる。

## 怒りを静める方法・怒りの感情への対処法
ハーバードの怒りの対処法のひとつに、「みんな頑張っているんだ」と思い、より好奇心を持ち、人に共感し、安心させるというものがある。怒りは、最初に何らかの衝突があり、それに対する評価が生まれ、さらに評価検討が繰り返され増大してゆくので、できるだけ早いうちに自分の気分を静めることができれば、怒りを回避することも可能であるという。
状況に対する理解のしかた（いわゆる「ものの見方」）を変えることは、怒りを静めるのに有効であるという。上述の実験に類似した状況で、もうひとりの別の助手Bが助手Aに「電話がかかってきています」と告げ、助手Aは部屋を出ていきざまに、助手Bにも憎まれ口をたたくが、助手Bは上機嫌で受け流し「あの人、もうすぐ卒業論文の口頭試問があるので気が立っているんです」と被験者たちに説明し、その後助手Aに対する評価を書いてもらうと、腹を立てていたはずの被験者たちは仕返しをするどころか、助手Aへ同情の声を寄せたという。
もうひとつは、怒りの対象となっている人物からとりあえず離れて、散歩などの気晴らしや楽しいことをすることだという。これで憎悪の拡大にブレーキをかけることができる。
ひとりきりになっても、腹の立つことを考え続けていたのでは効果がなく、腹の立つことを思い出すたびに怒りが少しずつ積み重なってゆくばかりだという。
ダイアン・タイスの調査でも、気晴らしは、怒りを静めるのに役立つという結果が出ているという。例えば、喫煙、楽しいテレビ番組、映画、楽しい内容の読書などは、怒りを中断してくれる。
ただし、ショッピングや食べることではあまり効果がない、という結果が出ているという（※）
（※　安易なショッピングは後で「無駄遣いをしてしまった」という後悔や自己嫌悪（や別の怒り）を生みがちであるし、「やけ食い」もしばしば後悔・自己嫌悪につながり、人によっては肥満→自己嫌悪（や怒り）・ストレス→肥満 という自己破壊的な悪循環に陥ってしまうこともある。）
怒りをぶちまけてしまうということを怒りの処理方法として賞賛する人もいる。例えば、怒りの対象である人物に直接怒りをぶつけ、綱紀を粛正する（間違いを正す）必要がある場合である。ただし、怒りというのは非常に燃え上がりやすい感情なので、現実には理屈で言うほどうまくいかないだろうという。タイスが実施したアンケート調査の結果では、相手に怒りをそのままぶつけた場合、不快な気分がかえって長引く場合が多いという。それより、一旦自分の頭を冷やしてから前向きの態度で問題を解決すべく相手と対決したほうが、はるかに効果的だという。
「怒りは、どう扱うのが最善か?」という質問に、チベットの高僧チョギャム・トゥルンパは次のように答えたという。
「抑えつけてはいけない。しかし流されてもいけない」

## 怒りに関連する慣用句
怒っている状態を示す慣用句
- 怒り心頭に発する。 （なお、「怒り心頭に達す」は間違いである）
- 怒髪、天を衝く。
- 腸（はらわた）が煮えくり返る[18]。激しい怒りをおさえられないさま[18]。怒りのあまり（体内にアドレナリンやノルアドレナリンが大量に放出され）小腸や大腸（や胃）などの内蔵までが反応して激しく動いたりねじれたりしていることを感覚的に表現している。なお、人はあまりに激しく怒ると、その後に消化不良を起こすことがある。

他
- 逆鱗に触れる - 中国人は龍という空想上の生き物が大好きだが、龍の喉にある逆鱗（げきりん）に触れると龍が怒り出すと民衆は考えた。韓非はその著作の中で、王のことを竜のようなものだと喩え、「逆鱗に触れないように説かなければならない」と述べた。この逸話から権力者の怒りをかうことを「逆鱗に触れる」と言うようになった。（なお、絶対的な君主制の下では、王を怒らせることは極めて危険であり、怒らせたものの命にかかわった。王が道を誤った場合に、誤っていると示唆したり指摘するのは命がけであった。一方、現代の民主主義の法治国家では殺されることはないので、たとえ相手が権力者であっても、「是々非々（ぜぜひひ）」で、「良いことは良い。悪いことは悪い」と指摘すべきだとされている。むしろ権力者に対してこそ、白は白　黒は黒　とはっきり指摘すべきだとされている。権力者の顔色をうかがって、黒いことまで『白』などと言うことは「忖度（そんたく）」という行為であり、やってはいけないこと、権力を腐敗させる行為だとされている。「良いことは良い、悪いことは悪い」とはっきり指摘し、広く報道することによってしか世の中は良くならない、と民主主義ではされている。）

## 他
なお南山堂の医学辞典は「怒り」という項目は立てられていない。
『岩波　生物学辞典』でも「怒り」という項目は立てられていない。